# RailPlus
RailPlus, ook geschreven Railplus, was tot 10 december 2023 een kortingskaart voor grensoverschrijdende treinreizen in Europa.

## Verkrijgbaarheid
In Nederland kan de houder van een NS- of OV-Jaarabonnement, een Voordeelurenabonnement, OV-studentenkaart, Jaartrajectabonnement of een van de nieuwe NS-abonnementen (uitgezonderd maandabonnementen) RailPlus aanschaffen voor € 15 per jaar.
In België kostte de kaart € 50 per jaar, en is op 8 december 2019 afgeschaft. Luxemburg is per december 2020 uit RailPlus gestapt en Zwitserland per 10 december 2022.
In een aantal andere landen geven de betreffende nationale vervoerders RailPlus gratis bij hun landelijke kortingskaart (Duitsland, Hongarije, Oostenrijk, Slowakije, Tsjechië). In Nederland kreeg iemand van 60 jaar of ouder met een Voordeelurenabonnement RailPlus gratis.

## Korting
RailPlus geeft recht op 15% korting op het volle SCIC-NRT-tarief. De korting geldt dus niet op een globale prijs (zoals die geldt bij Thalys en Eurostar), en niet op een toeslag, een SCIC-NRT-tarief waar een andere korting op is toegepast (zoals bij een Supersparpreis), of op een binnenlands vervoerbewijs, ook niet als deze als SCIC-NRT-treinkaartje in het buitenland is afgegeven, dwz het gekochte kaartje moet daadwerkelijk sprake zijn van een landsgrensoversteek, of passeren van een gemeenschappelijk tariefpunt (zoals Lindau, of Salzburg) gepasseerd zijn.
De korting staat los van binnenlandse kortingen zoals Dalvoordeel.
De landen waar RailPlus van toepassing is:
- Bulgarije
- Denemarken
- Duitsland
- Finland
- Griekenland

- Groot-Brittannië
- Hongarije
- Italië
- Kroatië
- Letland
- Litouwen

- Nederland (afschaffen uitgesteld tot december 2023[3])
- Noord-Macedonië
- Oekraïne
- Oostenrijk
- Polen

- Roemenië
- Servië
- Slovenië
- Slowakije
- Tsjechië

Voor reizigers t/m 25 jaar oud of 60 jaar of ouder in
bovengenoemde landen en:
- Noorwegen

- Zweden

NB: RailPluskorting kan alleen worden afgegeven voor iemand in het bezit van een RailPluskaart en geldt niet voor meereizenden zonder RailPluskaart. Niet in alle landen kan RailPluskorting bij aankoop van een internationaal kaartje meegegeven worden.
Internationale tarieven zijn vaak hoger dan de som van de tarieven voor de binnenlandse trajecten plus die van de grenstrajecten. Dit wordt min of meer gecompenseerd door de RailPluskorting. Speciale binnenlandse kortingtarieven zijn vaak nog voordeliger.
Tussen vele Oost-Europese landen bestaan stelsels van afspraken om grensoverschrijdend verkeer betaalbaar te houden. Er worden dan standaard kortingen van minimaal 30% tot zelfs 65% gegeven (afhankelijk van of men alleen of samen reist, of men een enkele reis, dan wel een retour maakt en hoeveel dagen men aan de terugreis begint).
RailPluskorting is dan ook in veel landen niet automatisch de goedkoopste optie. Die korting wordt echter wel gegeven zonder reisbeperkingen.
Een vervoerbewijs van een Nederlands station naar een Duits station met 40% korting of vrij reizen in Nederland (dit laatste komt neer op een vervoerbewijs vanaf de grens, niet het geselecteerde vertrekstation maar het grensstation staat op het kaartje), en 15% RailPluskorting in het buitenland, is in Nederland te koop bij de NS-kaartautomaat, echter niet met alleen 15% RailPluskorting (op het hele traject), zoals voor een reis in de spits met Dal Vrij. Deze zijn alleen bij de verkoopbalies en nsinternational.nl te koop.